# Carme Cortès i Lledó
Carme Cortès i Lladó –o Lledó– (Santa Coloma de Gramenet, 5 de setembre de 1892 - Ciutat de Mèxic, 28 de març de 1979) va ser una pintora impressionista catalana.
Al final de la guerra es va exiliar a França i el 1941 va arribar a Mèxic. Va crear l'Escola d'Arts Plàstiques a la Universidad Autónoma de Monterrey, Nuevo León, a Mèxic.

## Trajectoria artística
Filla d'Antoni Cortès Valls i d'Antònia Lladó Cullell, des de petita havia mostrat bones aptituds per a la música i estudià piano amb Enric Granados i Felip Pedrell. Només amb deu anys oferí el seu primer concert. Després s'interessà per la pintura i començà a estudiar dibuix i pintura a l'Escola Superior de Bells Oficis, dirigida per Francesc d'Assís Galí, un dels personatges clau en el món artístic d'aquells anys junt amb Joaquim Torres Garcia, Maillol, Joaquim Sunyer i Eugeni d'Ors entre d'altres. Tots ells foren els artífexs i impulsors de l'estètica noucentista. També estigué vinculada des de la seva creació amb el Lyceum Club.
Formà part del cercle creat a l'entorn del crític d'art i promotor artístic Joan Merli, secretari de la Junta Municipal d'Exposicions d'Art i director de la revista Art (1933-1936). A les seves primeres obres es palesa una clara influència noucentista tant en les formes (el dibuix hi té molta importància) com en els temes i detalls (hi dominen les figures femenines de formes robustes i equilibrades, amb espardenyes i mocadors al cap, els paisatges mediterranis i les natures mortes).
Però a poc a poc abandonà la influència noucentista i la seva pintura prengué un caire molt més personal a partir de 1930: el color s'anà fent cada cop més important, així com l'interès per l'estructura de l'obra i la qualitat de la matèria. Es parla d'atansament vers l'impressionisme per la importància concedida als colors i a la textura, sense oblidar la petjada de Nonell en la seva pinzellada i en la importància concedida a la figura humana.

## República i guerra
En proclamar-se la República, ella i altres artistes com Xavier Nogués, Rafael Benet, Josep Obiols i Joan Rebull aconseguiren que es tornessin a obrir els salons que la Dictadura de Primo de Rivera tancà i es crearen el Saló Barcelona i el Saló Montjuïc, de significació artística més avançada, del qual fou la presidenta.
L'inici de la guerra feu que l'activitat galerista disminuís, que moltes galeries tanquessin i que es dissolgués la Junta de Museus de Barcelona. El 1937 la Generalitat noliejà un vaixell que havia de transportar 121 obres de diferents artistes per subhastar-les a Mèxic i dedicar els diners aconseguits a les víctimes del feixisme. Carme Cortès hi participà amb una obra, Jove amb capell. Malauradament el vaixell mai arribà a la seva destinació. En plena mar fou capturat per l'Armada Nacional dels sollevats.

## Exili a Mèxic
Acabada la guerra civil s'exilià a París amb el seu marit, malgrat que la relació matrimonial no era massa bona, fins que l'ocuparen els alemanys, moment en què se n'anaren a Mèxic (novembre de 1941). Allí tota la família adquirí la nacionalitat mexicana, però la parella s'acabà de trencar. A Mèxic s'integrà ràpidament en els cercles artístics i intel·lectuals dels exiliats catalans i conegué l'escultor asturià Julio Rios, amb qui es casaria poc temps després. L'any 1947 es van traslladar a Monterrey, amb l'encàrrec de realitzar una sèrie de retrats. Allà van conèixer l'arquitecte Mario Pani i el seu germà Arturo, dedicat a la decoració d'interiors. A Monterrey ambdós participaren en la creació de l'Escola d'Arts Plàstiques, on impartiria classes de pintura des del 1949. Hi visqueren deu anys dedicats a les classes, a les obres per encàrrec, a portar un petit supermercat i a les vetllades amenitzades per Carme Cortès al piano.
Amb el desig de viure novament a Catalunya, hi tornaren, però a causa de la situació econòmica del país hagueren de retornar a Mèxic. Establerts a la capital mexicana, es dedicaren a la fabricació de mobles infantils, uns mobles dissenyats i decorats per ells mateixos. El negoci els funcionà i els permeté comprar-se una casa a Jiupetec, estat de Morelos, per anar-hi a descansar. Però Carme Cortès anà perdent visió i els seus paisatges s'ompliren de taques de color que volien reflectir la naturalesa que l'envoltava. Finalment, morí a Ciutat de Mèxic als 87 anys.

## Vida personal
Va estar casada amb Jaume Aiguader i Miró, polític republicà espanyol, i va ser mare de la pintora Carme Aguadé i Cortés, d'en Jaume Anton Aguadé Cortés i d'en Cristian Aguadé Cortés, autor del llibre llibre Memòries d’un català de Xile. En segones núpcies es va casar amb l'escultor asturià també refugiat a Mèxic, Julio Ríos Padruno.

## Exposicions[1]

### Exposicions individuals[9]
- 1925: Cortés Lladó: Exposició de robes pintades. Galeries Laietanes. Hi presentà nines i robes de seda pintades a mà, junt amb les seves germanes Roser i Regina. Barcelona.[10]
- 1929: Galeries Laietanes. Barcelona.[10]
- 1929: Exposició de pintura. Sala Parés. Barcelona.
- 1930: Exposició de Carme Cortés d'Aiguadé. Sala Joan Merli. Galeries Laietanes. Barcelona.
- 1934: Exposició de pintura: Carme Cortés. Sala Parés. Barcelona.
- 1935: Exposició de pintures. Carme Cortés. Galeries Syra. Barcelona.
- 1936: Exposició de pintura. Carme Cortés. Galeries Syra. Barcelona.

### Exposicions col·lectives[11]
- 1929: Carme Cortés, Julián Castedo, Josep Granyer... [et. al.]. Sala Joan Merli. Galeries Laietanes. Barcelona.
- 1929: Subhasta (...). Exposició. Sala Parés. Barcelona.
- 1930: Galeria Avinyó: inauguració. Galeria Avinyó. Barcelona.
- 1930: Organització Joan Merli. Primera exposició-adjudicació. Sala Joan Merli. Galeries Laietanes. Barcelona.
- 1931: Segona exposició-adjudicació. Sala Badrinas. Com a membre de l'Agrupació Merli. Barcelona.
- 1931: Tercera exposició-adjudicació. Sala Badrinas. Com a membre de l'Agrupació Merli. Barcelona.
- 1931-1932: Exposició col·lectiva de pintura i escultura Nadal-Reis. Sala Badrinas. Barcelona.
- 1931. Primer Saló Independents. Sala Parés. Barcelona.
- 1932: Cinquena exposició-tria. Sala Joan Merli. Galeries Laietanes. Barcelona
- 1932: Exposició de Primavera. Saló Montjuïc. Palau Nacional. Barcelona. Hi presenta les obres Interior, Ballarina i Retrat.[12]
- 1932: Exposició de pintures Domenech Carles, Artur Carbonell, Esteve Vicente,... [et.al]. Galeries Syra. Barcelona.
- 1932: Quarta exposició-tria. Galeries Syra. Barcelona.
- 1932: Exposició inaugural de la temporada. Galeries Syra. Barcelona.
- 1933: Temporada 1933-34. Sala Busquets. Barcelona.
- 1933: Sisena exposició. Sala Joan Merli. Galeries Laietanes. Barcelona.
- 1933: Exposició d'Art Modern Català. Galeria d'Art A. Vecht. Amsterdam.
- 1933: Exposició de Primavera. Saló Montjuïc. Palau de Projeccions. Barcelona. Hi presenta les obres Figura i Figura en blanc.[13]
- 1933: II Saló Independents. Sala Parés. Barcelona.
- 1933: Cinquantenari de la Sala Parés - Exposició de pintura i escultura. Sala Parés. Barcelona.
- 1933: Exposició del Nu organitzada pel Círcul Artístic. Vestíbuls dels soterranis dels FFCC. Barcelona.
- 1933: Exposició col·lectiva. Sala Parés. Barcelona.
- 1934: Exposició de Primavera. Saló Montjuïc. Palau de Projeccions. Barcelona. Hi presenta l'obra Figura.[14]
- 1935: Exposició de Primavera. Saló Montjuïc. Saló d'Art Modern. Barcelona. Hi presenta les obres Nu, Noia del vestit rosa i Figura.[15]
- Cap a 1935: El circ en les arts plàstiques. Galeries Syra. Barcelona.
- 1936: Exposició de Primavera. Saló Montjuïc. Palau de la Metal·lúrgia. Barcelona. Hi presenta les obres Repòs, Figura i Retrat.[16]
- 1936: Exposició Pro-Nens. Galeria Valenciano. Barcelona.
- 1937: Exposició de Primavera. Vestíbul superior dels FFCC. Barcelona. Hi presenta les obres Figura en blau, Natura morta i Cap.[17]
- 1980: 121 Artistes catalans 1937. Obres confiscades a la Generalitat de Catalunya. Barcelona.
- 1984: L'Exili espanyol a Mèxic. L'aportació catalana. Barcelona.

## Obres[1]
- Atzavares, 1928.
- Noieta asseguda, 1928.
- Cap de dona, 1928.
- Cap de noia, 1929.
- L'Arca, 1929.
- Perdiu, 1929.
- Bust un, 1929.
- Un de dona, 1929.
- Figura, 1929.
- Figura de dona, 1929.
- Paisatge, 1929.
- Autoretrat, 1929.
- Cap de dona, 1929.
- Noia del ram de flors, 1929.
- Noi fumant, 1930.
- Paisatge, 1930.
- Noia pentinant-se, 1930.
- Tres amics, 1930.
- La nena de les trenes, 1931.
- Retrat de Núria Aguadé Cortés, 1932.
- Jove fumant, 1932.
- Petit pallasso, 1932.
- Figura de dona, 1932.
- Bodegó, 1934.
- 'Llibres, 1934.
- Interior, 1934.
- Noia llegint, 1934.
- Figura, 1934.
- Torera, 1934.
- Figura, 1934.
- Figura, 1934.
- Figura, 1934.
- Paisatge, 1934.
- Figura, 1934.
- Taula de té, 1934.
- Pomes, 1934.
- Dona amb mantellina, 1934.
- Figura, 1934.
- Les dues germanes, 1934.
- Nu, 1934.
- Retrat de Teresa Puig Giralt, 1935.
- Retrat de Ramon Puig Giralt, 1935.
- Figura, 1935.
- Noia pensativa, 1935.
- Paisatge, 1935.
- Bodegó davant de la finestra, 1935.
- Fruita, 1935.
- Bodegó, 1935.
- Figura, 1935.
- Noia del vestit rosa, 1935.
- Bodegó, 1936.
- Flors i fruites, 1936.
- Barques. Calella de Palafrugell, 1936.
- Sureda. Calella de Palafrugell, 1936.
- Paisatge de Calella de Palafrugell,
- Repòs, ant. 1936. Figura, ca. 1936.
- Figura, 1936.
- Figura, 1936.
- Noia en blancs, 1936.
- Noia amb mantellina, 1936.
- Figura, 1936.
- Noia amb mantellina, 1936.
- Bust de dona, 1936.
- Retrat, ca. 1936.
- Paisatge, 1938.
- Paisatge, 1938.
- Paisatge, 1938.
- La del ventall, 1938.
- Carrer, 1939.
- Carrer, 1939.
- Gerro amb flors, 1940.
- Retrat de Frederic Rahola, 1940.
- Gerro amb flors, 1940.
- Paisatge a través d'una finestra, 1940.
- Retrat de Francesc Pujols, 1941.
- Paisatge, 1941.
- Figura, 1959.
- Jardí de Xiutepec, Morelos, ca. 1970.

Es conserva obra de Carme Cortès al Museu Nacional d'Art de Catalunya.